# Selaginella rupincola
Selaginella rupincola är en mosslummerväxtart som beskrevs av Underw.. Selaginella rupincola ingår i släktet mosslumrar, och familjen mosslummerväxter. Inga underarter finns listade i Catalogue of Life.